# 湯坂温泉郷
湯坂温泉郷（ゆさかおんせんきょう）は、広島県竹原市西野町にある温泉。

## 泉質
- 単純弱放射能冷鉱泉[1]
  - 泉温　17.7℃

## 温泉街
竹原の奥座敷、賀茂川沿いに一軒宿の「賀茂川荘」が存在する。日帰り入浴可能。
なお、湯坂温泉にある2つの源泉（1つは未利用）とは別に湯坂温泉第二という源泉があり、かつてはかんぽの宿竹原が使用していた。しかし、かんぽの宿竹原は2019年12月に廃業した。

## 歴史
- 1970年（昭和45年）- 「竹原簡易保険センター」（かんぽの宿竹原）開業。
- 1976年（昭和51年）- 「賀茂川荘」開業。

## アクセス
- 山陽自動車道 河内ICより車で国道432号経由、約8km、約17分
- 芸陽バス[2] 湯坂温泉入口バス停下車、徒歩約5分[3]
  - 西条-竹原線：西条駅前・東広島駅方面 - 湯坂温泉入口 - 新庄・竹原駅・竹原フェリー方面
- 車・タクシーで、東広島駅から約15分、白市駅から約15分、広島空港から約15分[4]
- 宿泊者専用の予約制送迎車が東広島駅（山陽新幹線）・白市駅（山陽本線）・竹原駅（呉線）から運行されている